# Pezotettix giornae
Espèce
Synonymes
- Gryllus giornae Rossi, 1794[1]
- Pezotettix communis (Costa Lima, 1836)[1]
- Pezotettix giornai (Rossi, 1794)[1]
- Pezotettix rufipes (Brunner von Wattenwyl, 1882)[1]
- Pezotettix rufitarsis Navas, 1909[1]
- Platyphyma rufipes Brunner von Wattenwyl, 1882[1]
- Podisma communis O.G. Costa, 1836[1]

Pezotettix giornae, le Criquet pansu, est une espèce d'insectes orthoptères de la famille des Acrididae et de la sous-famille des Pezotettiginae. 

## Description
C'est une petite espèce, souvent confondue avec des larves d'autres espèces. Le mâle mesure de 11 à 15 mm, la femelle de 12 à 18 mm. Les adultes sont gris à brun-jaune ou brun noir, plus ou moins uniforme, mouchetés de sombre. Les tegmina sont très réduits et ovales, d'une longueur inférieure à celle du pronotum. Celui-ci présente une fine carène, traversée de trois fines stries, les deux premières plus rapprochées, et s'élargit vers l'arrière. Les lobes sont plus ou moins carrés. Les fémurs présentent deux taches noires plus ou moins marquées. L'abdomen est pansu, et marquée d'une fine carène claire. Certains individus (mâles surtout) présentent sous l'aile une bande bicolore noire et blanche. Les larves peuvent être vertes,. 

## Distribution
Cette espèce est ponto-méditerranéenne, présente du Portugal en Ukraine et au Proche Orient, et en Afrique du Nord, et dans les îles de la Méditerranée des Baléares à la Crète. C'est la plus répandue du genre en Europe. Les trois autres espèces européennes (P. anatolica, P. cypria et P. lagoi) sont présentes dans certaines îles de l'Est de la Méditerranée et au Proche-Orient.  

## Habitat
Pezotettix giornae recherche des milieux herbus chauds, ou humides dans le Sud, parfois le long de lisière. On l'observe à terre, la strate herbacée ou les buissons bas,. On le rencontre en général jusqu'à une altitude de 1 000 m. Au Tessin, il a été trouvé jusqu'à 1 400 m. Dans le nord de sa zone de distribution, son habitat peut tendre à se réduire du fait de la reforestation ou de l'envahissement par des buissons comme le buddleia dans des carrières.  

## Écologie
Pezotettix giornae se nourrit de plantes herbacées ou de buissons bas à feuilles caduques. Les adultes apparaissent dès juillet, et se voient parfois jusqu'au printemps dans les régions chaudes où ils hivernent à l'état adulte. On rencontre souvent des couples l'un sur l'autre. Les femelles peuvent être en accouplement jusqu'à 25 à 50 % de leur durée de vie. Les œufs sont pondus dès l'été et jusqu'au printemps, au sol ou dans le sol,.  

## Galerie

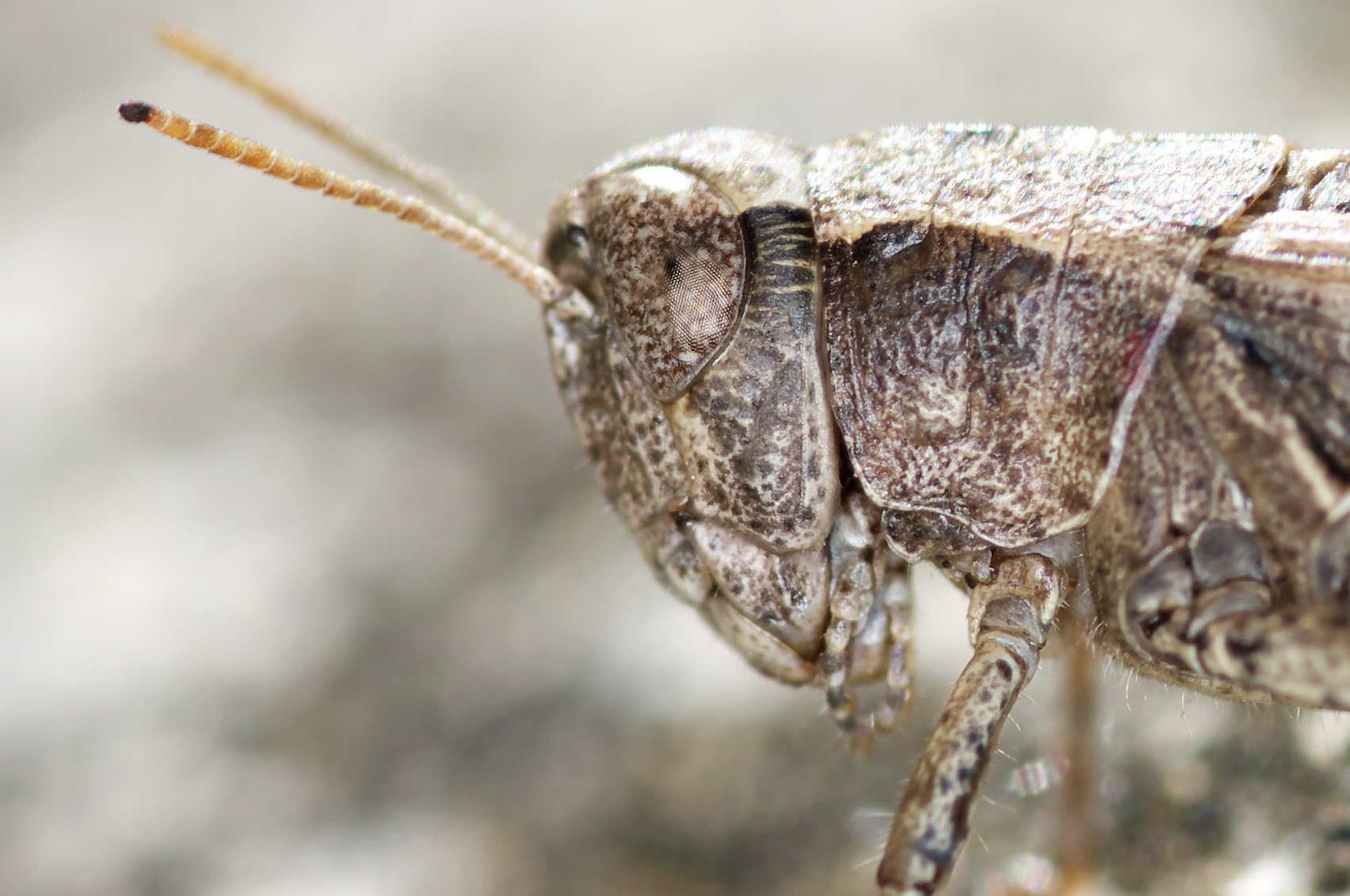
Détail de la tête.
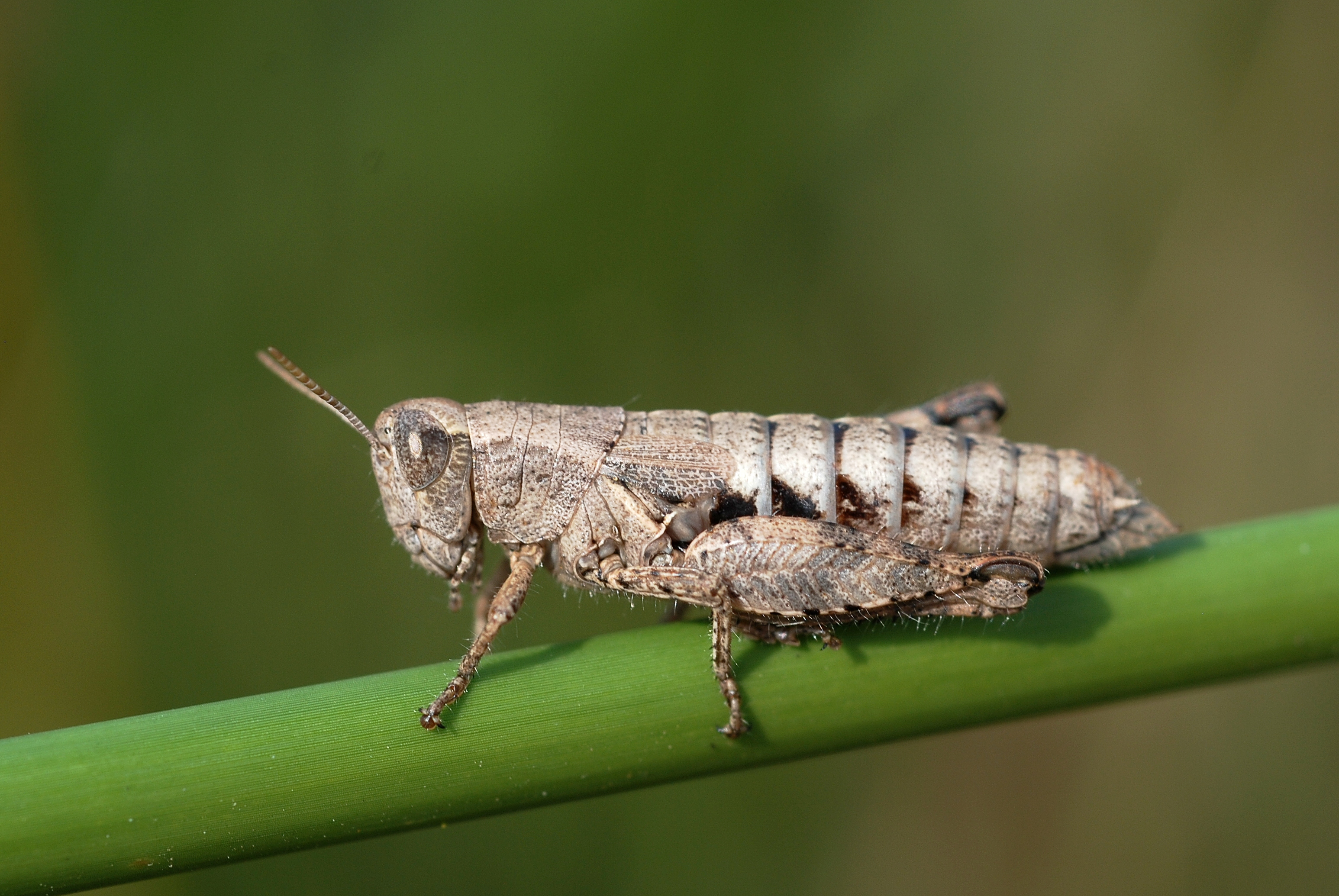
Femelle.
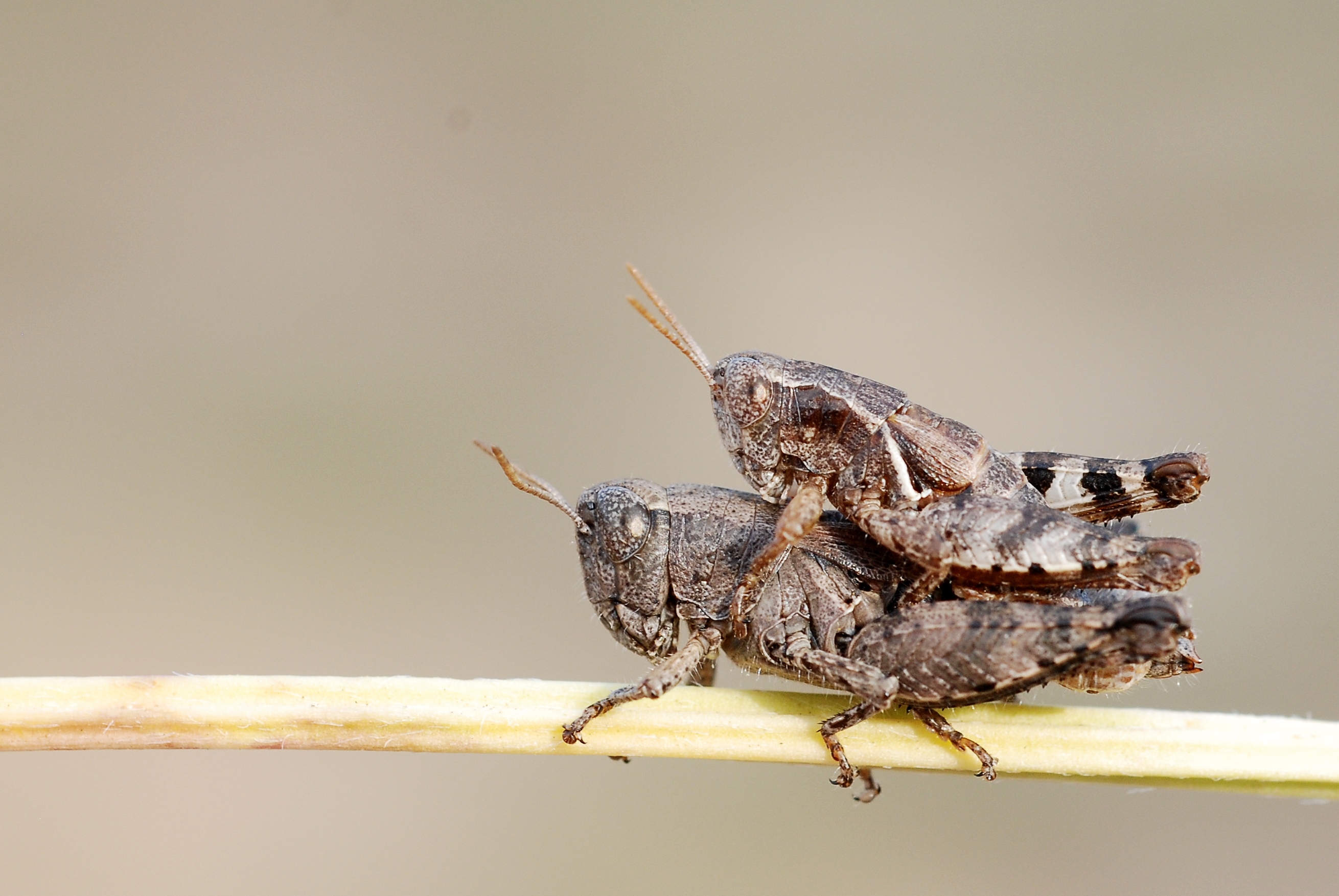
Copula.
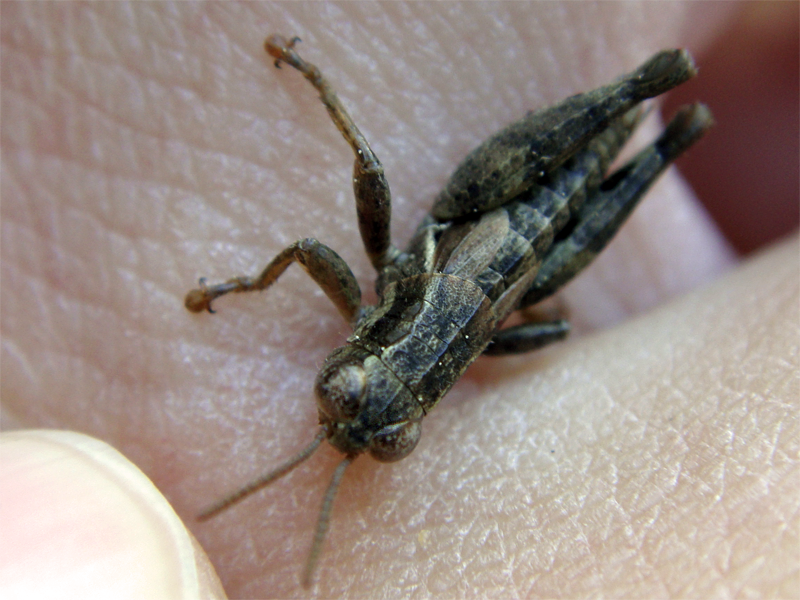
À l'échelle de la main.
- Vidéo d'accouplements.
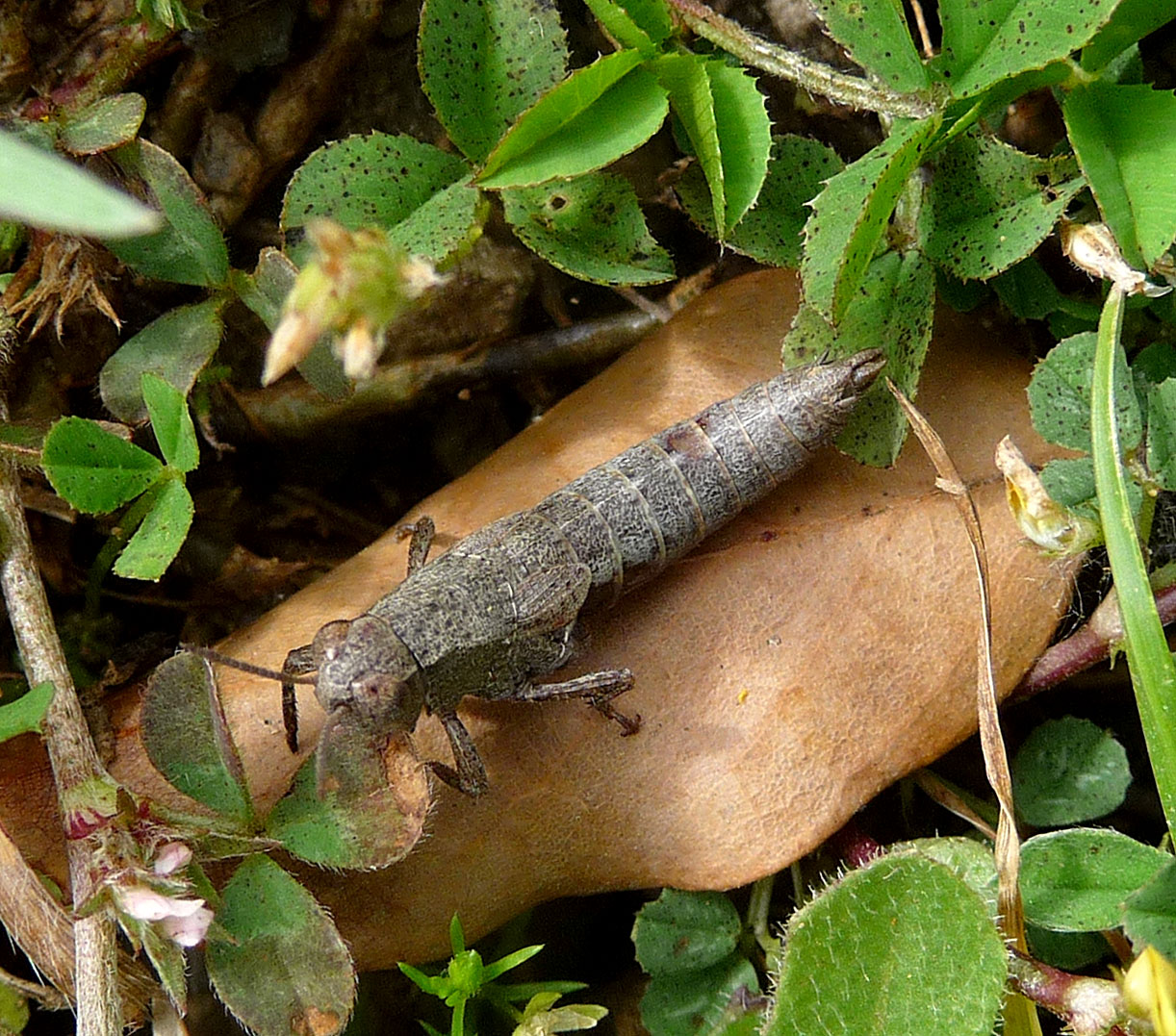
Dans l'herbe.

## Taxinomie
L'espèce a été décrite par Pietro Rossi en 1794 sous le protonyme de Gryllus giornae.